# Frutten-Gießelsdorf
Frutten-Gießelsdorf var en kommun i distriktet Südoststeiermark i förbundslandet Steiermark i Österrike. Den bestod av tre orter (Ortschaften) (inom parentes invånarantal 1 januari 2024):
- Frutten (207)
- Gießelsdorf (256)
- Hochstraden (138)

Kommunen blev den 1 januari 2015 en del av kommunen Sankt Anna am Aigen. 